# Galéas II Visconti
Pour les articles homonymes, voir Visconti.
Pour les autres membres de la famille, voir Famille Visconti.
Galéas II Visconti, en italien Galeazzo II Visconti, né vers 1320 et mort le 4 août 1378, était un noble italien qui fut co-seigneur de Milan de 1349 à 1378 avec ses frères Mathieu II et Barnabé.

## Biographie
Il était le deuxième fils d'Étienne Visconti et de la génoise Valentine Doria (1290 † 1359).
Étienne était lui-même le cinquième fils du seigneur Mathieu Ier et ses trois enfants Mathieu, Galéas et Barnabé se trouvaient être, après les décès successifs de leur oncle Galéas Ier, de leur cousin Azzon, puis de leurs deux autres oncles Lucien et Jean, qui avaient tous quatre régné sur Milan, les derniers descendants légitimes mâles de la famille.
En juillet 1340, il participe avec ses frères à la conjuration menée par Francesco Pusterla et quelques autres nobles contre ses oncles  Jean et Lucien qui viennent de succéder à leur cousin Azzon. Cette conjuration ayant été dénoncée, Lucien sévit contre les conjurés mais ne punit pas ses neveux.
En 1346, après un nouveau complot, il est contraint, avec ses frères, à l'exil. Galéas voyage avec le comte de Hennegau en Palestine et dans les Flandres.
En mars 1349, après la mort de Lucien, il est rappelé avec ses frères à Milan par l'oncle restant, l'archevêque Jean, qui a succédé à son frère Lucien, pour participer au gouvernement dont il est devenu seul seigneur et vicaire impérial et qui les reconnaît comme ses successeurs.
Il épouse, le 28 septembre 1350, à Rivoli, Blanche de Savoie (1336 † 1387), fille d'Aymon le Pacifique, comte de Savoie, de Maurienne et d'Aoste, et de Yolande de Montferrat.

Blason familial : d'argent au serpent d'azur ondoyant en pal engloutissant un enfant de carnation

Le 5 octobre 1354, Jean décède et les trois neveux Mathieu II, Galéas II et Barnabé deviennent co-seigneurs de Milan en se partageant les seigneuries affidées :
- Mathieu II est seigneur de Plaisance, Lodi, Parme, Bologne, Pontremoli, Monza et San Donnino[2].
- Galéas II obtient Pavie, Côme, Novare, Verceil, Asti, Alba, Tortona, Alexandrie et Vigevano.
- Barnabé règne sur Bergame, Brescia, Crémone, Soncino, Lonato et Val Camonica.

Lorsque le 26 septembre 1355, Mathieu II meurt, les deux frères restants se partagent le fief et Galéas II obtient la partie occidentale de la Lombardie tandis que Barnabé reçoit la partie orientale.
En 1360, alors que Barnabé gère ses démêlés avec la cité de Bologne, Galéas II conquiert Pavie dont il fera son séjour préféré.
La même année, en juin 1360, il se lie avec la famille royale française en organisant le mariage de son fils Jean Galéas avec Isabelle de Valois, âgée de douze ans, fille du roi de France Jean II le Bon.

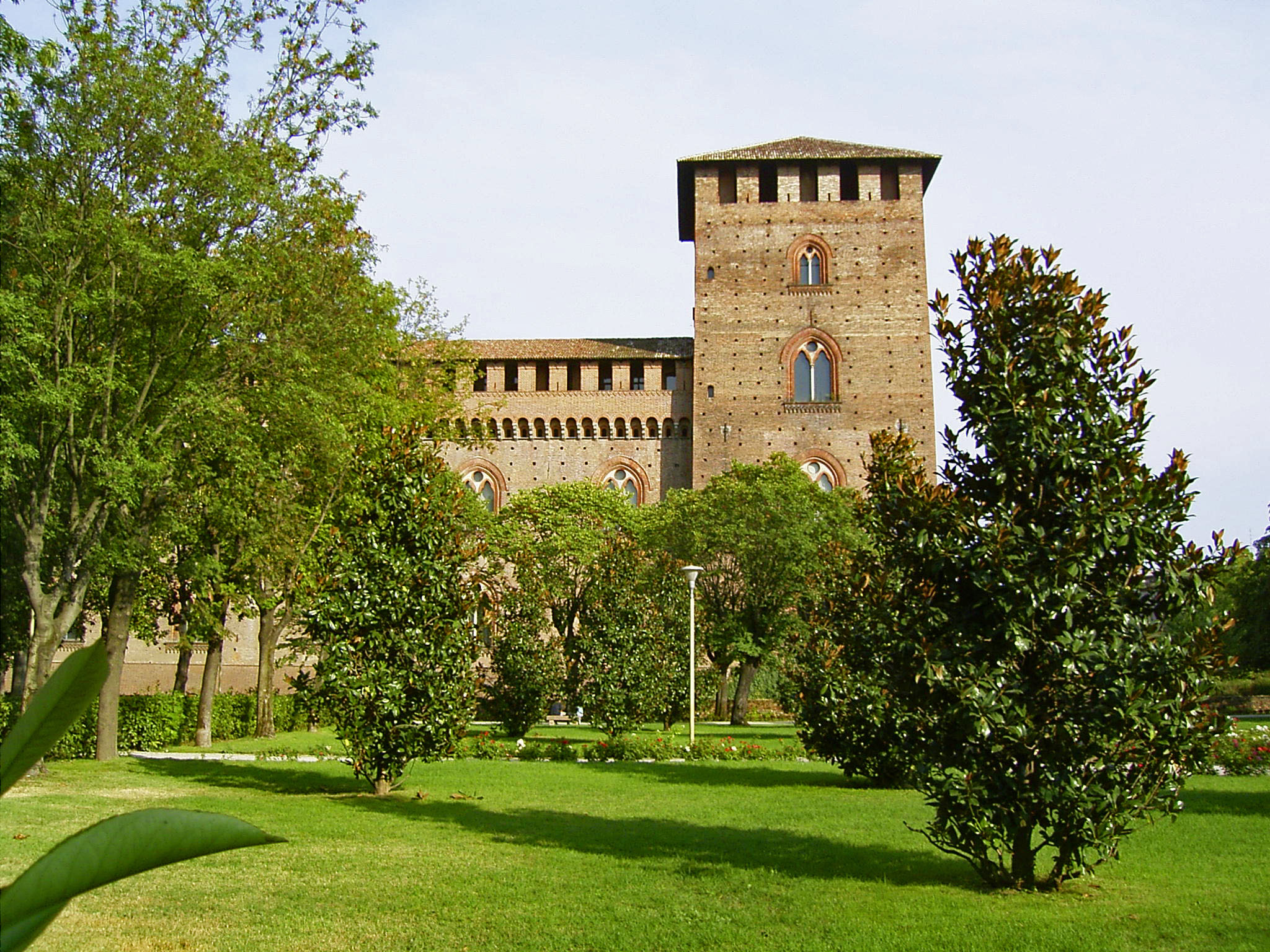
Le château de Pavie

Galéas II était depuis longtemps malade de polyarthrite rhumatoïde, mais, en 1362, son état de santé s'aggrava qui l'amena à déplacer toute sa cour au château de Pavie qui devint sa capitale. Parmi ses conseillers et ambassadeurs, il compta Pétrarque.
Il meurt le 4 août 1378, laissant, en théorie, sa part du fief familial à son fils Jean Galéas. En fait, Barnabé accaparera totalement le pouvoir de la Lombardie et il faudra attendre près de sept années pour que le coup d'État de Jean Galéas, en mai 1385, réussisse à le renverser. L'épouse de Galéas II, Blanche, qui fut partie prenante dans la conjuration, décédera le 31 décembre 1387.

## Descendance
Avant son mariage, Galéas II avait eu, de Malgarola da Lucino, deux enfants naturels :
- César (av.1350 † NC) qui épousa la placentine Franceschina de Todischis
- Béatrice (av.1350 † 1410) qui épousa Giovanni Anguissola.

De son union avec Blanche de Savoie naquirent trois enfants :
- Jean Galéas (1351 † 1402), qui deviendra seigneur de Milan après avoir renversé son oncle Barnabé ;
- Marie (1352 † 1362) ;
- Violante (1354 † 1386), qui épousera :
  1. en 1368, Lionel d'Angleterre (1338 † 1368), duc de Clarence, comte d'Ulster ;
  2. en 1377, Otton il Secondotto (1360 † 1378), marquis de Montferrat ;
  3. en 1381, son cousin Louis Visconti († 1404), fils de Barnabé et seigneur de Parme.